# Південноосетинська війна (1991—1992)
Південноосетинська війна — активна фаза грузино-південноосетинського конфлікту, що вилилися в збройне протистояння (1991–1992), що почалася на хвилі самовизначення національних окраїн СРСР та завершилася Дагомиськими угодами.

## Передісторія
В останні роки існування СРСР загострилися відносини між центральною грузинською владою та осетинським населенням Південної Осетії. 10 листопада 1989 року Рада народних депутатів Південно-Осетинської автономної області ухвалила рішення про перетворення Південно-Осетинської АО в автономну республіку у складі Грузинської РСР, що викликало негативну реакцію з боку Президії Верховної Ради Грузинської РСР, який визнав це рішення незаконним. При спробі проведення в Цхінвалі мітингу відбулося збройне зіткнення учасників акції, місцевої влади, міліції та осетинського населення, що призвело до загибелі людей. Відносини між республікою та її автономією розпалювалися все сильніше, причиною якої було прагнення Грузії здобути незалежність та бажання Південно-Осетинської АО залишитися в складі Радянського Союзу. Загострення ситуації розжарювали і націоналістичні гасла лідерів грузинського національного руху. 20 вересня 1990 року Рада народних депутатів ЮОАО проголосила створення Південно-Осетинської Радянської Демократичної Республіки. 10 грудня Верховна Рада Грузії ухвалила рішення про скасування ПОАО. На такий день у Цхінвалі відбулося вбивство трьох осіб (два грузина та міліціонера осетина), після чого грузинське керівництво ввело в Цхінвалі та Джавському районі надзвичайний стан. У місто була введена група курсантів Тбіліської Вищої школи МВС, а комендантом району надзвичайного стану став її начальник генерал-майор Гіві Кванталіані. Ситуація в регіоні наближалася до збройного зіткнення.

## Хід війни

### 1991 рік
4 січня населення Цхінвала, стривожене чутками про прибуття з Тбілісі міліцейських підрозділів, роззброїли грузинських міліціонерів, що знаходилися в місті. В той же день був побитий та відпущений босоніж грузинський міліціонер, що зазначено як в Цхінвальському, так і в Горійській районної лікарні. Військовий комендант Цхінвала поставив ультиматум про здачу зброї до 24 годин 6 січня, але вже в ніч з 5 на 6 січня в місто увійшов трьохтисячний загін МВС Грузії. Вранці 6 січня в Цхінвалі та Джавському районі спалахнули збройні зіткнення із застосуванням гранатометів. Наступного дня у Владикавказі при посередництві МВС Північної Осетії було досягнуто рішення про припинення вогню, але через дві години ситуація знову загострилася і частини грузинської міліції були витіснені з території Джавського району.
25 січня міністр внутрішніх справ Грузії Ділар Хабуліані домовився з осетинською стороною про виведення підрозділів МВС Грузії та припинення вогню за умови здачі викраденої у грузинської міліції зброї, проте, після затримання 29 січня військовим комендантом Цхінвала Кванталіані Голови Верховної Ради Південної Осетії Тореза Кулумбегова, ситуація в регіоні знову загострилася. Грузинська міліція змушена була залишити Цхінвалі ще 26 січня, закріпившись на в'їзді в місто, де був розміщений штаб та бронетехніка. Частина сил також перебувала в грузинських селах на північ від Цхінвалі. Сутички між протиборчими сторонами спалахнули в передмістях Цхінвалі. Так 31 січня сталося велике зіткнення між грузинськими воєнізованими формуваннями з осетинами за декілька кілометрів від міста.
Грузинські сили контролювали стратегічні висоти навколо Цхінвалі, ведучи обстріл міста, а осетинські загони, що базувалися в блокованому Цхінвалі, відчували гостру нестачу зброї та боєприпасів та діяли дрібними диверсійними групами. В середині березня голова Верховної Ради РРФСР Єльцин Борис Миколайович здійснив поїздку на Кавказ, де 23 березня на кордоні Грузії та Північної Осетії зустрівся зі своїм грузинським колегою Звіадом Гамсахурдія. У ході зустрічі сторони підписали протокол про врегулювання ситуації в Південній Осетії, у відповідь на що 26 березня в Цхінвалі пройшов мітинг під гаслом  «Ганьба Єльцину за змову з грузинськими фашистами !» . Запропоноване в протоколі рішення передбачало введення на територію Південної Осетії спільного контингенту російських та грузинських добровольців загальною чисельністю близько 400 осіб, але дана угода викликала широкі протести різних політичних сил Росії, в результаті чого Верховна Рада РФ заблокувала проведення миротворчої операції. 4 травня Рада народних депутатів Південної Осетії ухвалила рішення про скасування Південно-Осетинської Радянської Республіки та повернення її до статусу автономної області. Через чотири місяця 1 вересня того ж року сесія Ради народних депутатів Південної Осетії скасувала рішення зборів депутатів від 4 травня, проголосивши Республіку Південна Осетія.

### 1992 рік
19 січня 1992 року в Південній Осетії пройшов незаконний референдум, в результаті якого 98 % проголосували за незалежність та приєднання до Росії. Грузинське населення Південної Осетії не узяло участь в голосуванні, проте свою участь на референдумі взяли московські та санкт-петербурзькі осетини, а також біженці, що знаходяться в Північної Осетії. Незважаючи на це частини Національної гвардії Грузії з важкою технікою продовжували безуспішно осаджувати Цхінвалі й інші населені пункти бунтівного регіону. 25 квітня територію Південної Осетії залишив батальйон особливого призначення МВС Росії (раніше СРСР), в результаті чого Конфедерація гірських народів Кавказу, яка підтримала осетин в їх прагненні приєднатися до Росії, оголосила виведення військ "черговою зрадою інтересів Південно-Осетії ", у відповідь на що голова Держкомнацу Грузії Олександр Кавсадзе 28 квітня по тбіліському ТВ поклав на конфедерацію всю відповідальність за можливе загострення ситуації в Цхінвальському районі. 12 травня грузинські штаб з врегулювання положення в Цхінвальському регіоні направив до Південної Осетії контингент міліціонерів чисельністю 250 осіб, але осетинські загони самооборони спробували взяти їх в полон та атакували грузинські села Тамарашені та Ередві. У ході контрудару грузинських формувань під контроль останнього перейшло селище Прісі поблизу Цхінвалі.
Бойові дії, що зійшли на рівень одиночних вогняних контактів та рейдів, були припинені після підписання Дагомиських угод між Росією та Грузією. 14 липня 1992 в зону конфлікту були введені миротворчі сили в складі трьох батальйонів (російського, грузинського та осетинського).

## Наслідки
У 1989 році згідно з переписом населення в Південній Осетії проживало 98 527 осіб, з яких 66,61 % становило осетинське населення, а 29,44 % грузинське населення. У самому Цхінвалі 74 % населення становили осетини, а 16 % — грузини. В ході конфлікту більша частина грузинського населення втікала у внутрішні райони Грузії. Від 65 до 100 осетинських сел було знищено. Більше 100 000 осетин змушені були також залишити свої будинки та перебратися до Північної Осетіі
В ході бойових дій втрати вбитими та зниклими безвісти з осетинського боку склали 1 тис. осіб, ще понад 2,5 тис. були поранені.
Дагомиські угоди передбачали припинення вогню та створення органу для врегулювання конфлікту — Змішаної контрольної комісії (ЗКК), в яку увійшли грузинська та південно-осетинська (в грузинських джерелах звана «Цхінвальською») сторони, Росія і, як окрема сторона, Північна Осетія. Незважаючи на заяви президента Саакашвілі надати Південній Осетії широку автономію, в рамках СКК такі пропозиції грузинськими представниками на розгляд не виносилися. Протягом роботи ЗКК Грузія призначала все більш радикальних противників поступок Південній Осетії своїми представниками в комісії, зводячи її роботу нанівець. У березні 2008 Грузія зовсім припинила свою участь в ЗКК. Повністю робота комісії була припинена після Російського вторгнення в Грузію (2008) року.